# Sánchez Ramírez
Sánchez Ramírez is een provincie van de Dominicaanse Republiek. Ze heeft 152.000 inwoners en is 1200 km² groot.

## Gemeenten
| - De provinciehoofdstad: Cotuí - Cevicos - Fantino - La Mata |

Azua · Baoruco · Barahona · Dajabón · Duarte · Elías Piña · El Seibo · Espaillat · Hato Mayor · Hermanas Mirabal · Independencia · La Altagracia · La Romana · La Vega · María Trinidad Sánchez · Monseñor Nouel · Monte Cristi · Monte Plata · Pedernales · Peravia · Puerto Plata · Samaná · Sánchez Ramírez · San Cristóbal · San José de Ocoa · San Juan · San Pedro de Macorís · Santiago · Santiago Rodríguez · Santo Domingo · Valverde
Distrito Nacional